# Myripristis clarionensis
Myripristis clarionensis är en fiskart som beskrevs av Gilbert, 1897. Myripristis clarionensis ingår i släktet Myripristis och familjen Holocentridae. IUCN kategoriserar arten globalt som sårbar. Inga underarter finns listade i Catalogue of Life.